# Colette Peignot
Colette Peignot (ur. 8 października 1903 w Meudon, zm. 7 listopada 1938 w Saint-Germain-en-Laye) – francuska pisarka znana pod pseudonimem Laure. 

## Życiorys
Współzałożycielka, wraz z Borisem Souvarine'em, czasopisma „La Critique sociale”. Za życia publikowała wyłącznie artykuły polityczne. Jej utwory poetyckie i prozatorskie ukazały się pośmiertnie, zebrane i opracowane przez jej przyjaciół, Georges'a Bataille'a i Michela Leirisa. 

## Dzieła
- Le Sacré. Suivi de poèmes et de divers écrits, Paris 1939.
- Histoire d’une petite fille, Paris 1943[2].

## Przekłady
- Sacrum, przeł. Łukasz Krajewski, "Pole. Dwumiesięcznik literacki", 1/2023[3].